# Église Saint-Jean-de-Trévoazan de Prat
L'église Saint-Jean-de-Trévoazan est un lieu de culte catholique situé dans la commune de Prat, dans le département français des Côtes-d'Armor.

## Présentation
L'église a été construite aux XVe et XVIe siècles.
Elle s'est effondrée peu avant la Première Guerre mondiale. À cette époque, il ne subsiste que la façade occidentale et son clocheton, ainsi que quelques pans de murs latéraux et la fenêtre du pignon de l'abside. L'édifice présentait à l'origine deux bras de transept, sans bas-côtés. Un ossuaire accoté au mur sud, prolonge le mur de façade ouest.
La municipalité de Prat faillit alors détruire la chapelle tombée en ruine. Mais Mme Blanchet de St Brieux et originaire de Prat, ainsi que la municipalité et les bénévoles du quartier de Trévoazan prirent l'initiative de rénover la chapelle.
L'édifice fait l’objet d’une inscription au titre des monuments historiques depuis le 20 janvier 1926.
Une plaque présente à l'entrée de l'édifice donne des informations complémentaire parfois en contradictions avec la base Mérimée.
D'après cette plaque, la Chapelle a été édifiée au XIIIe siècle par les Templiers de la commanderie du Palascret en Saint-Laurent.
Lors de la suppression de l'ordre du Temple par le pape Clément V en 1312, la chapelle fut rattachée aux possessions des Hospitaliers de l'ordre de Saint-Jean de Jérusalem et fut placée sous la protection de saint Jean-Baptiste alors qu'à l'origine elle était dédiée à Notre-Dame.
Durant cette période, la chapelle avait une maîtresse-vitre avec les armoiries de l'ordre de Saint-Jean de Jérusalem.

## Galerie de photos

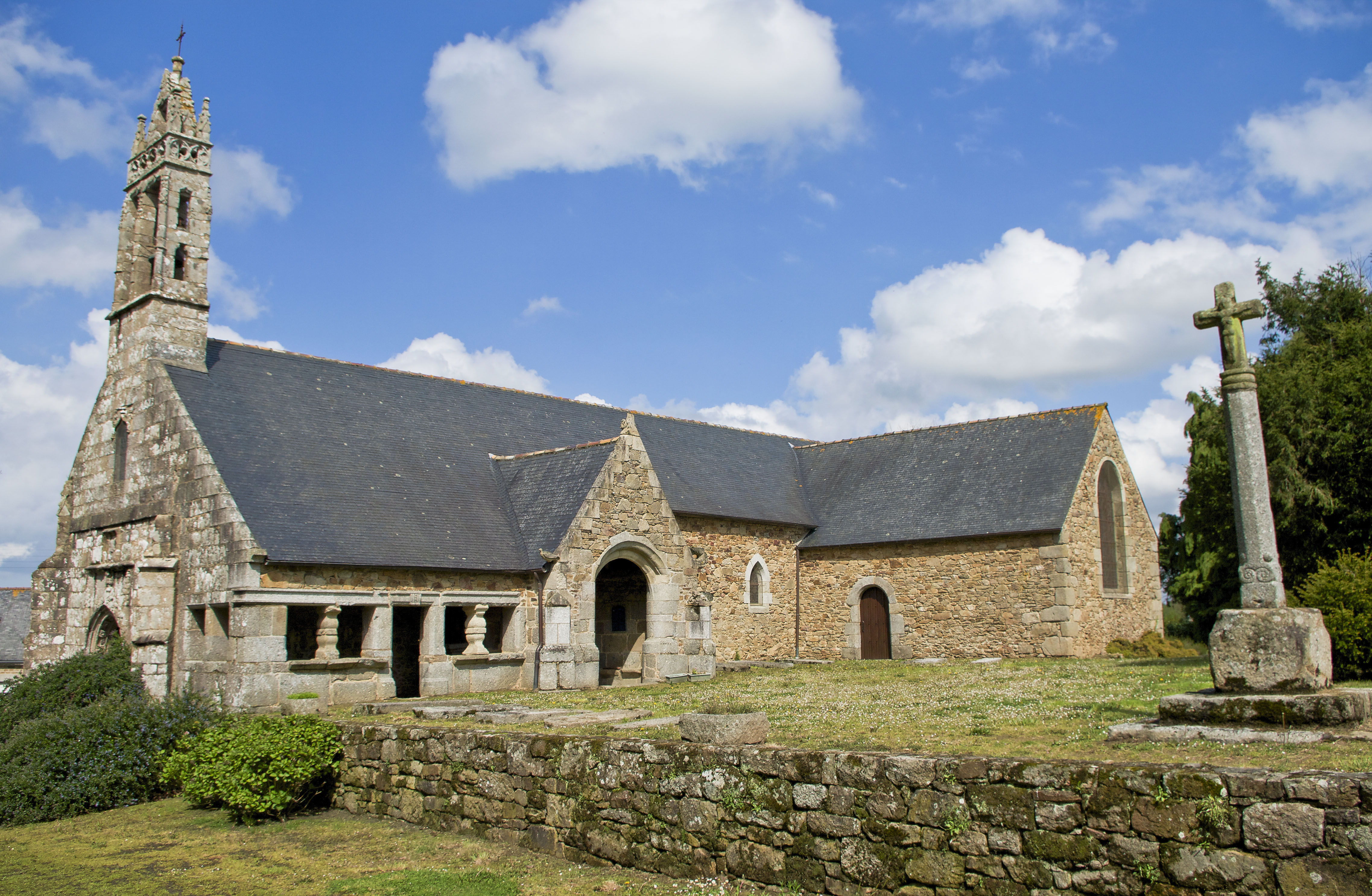
L'église
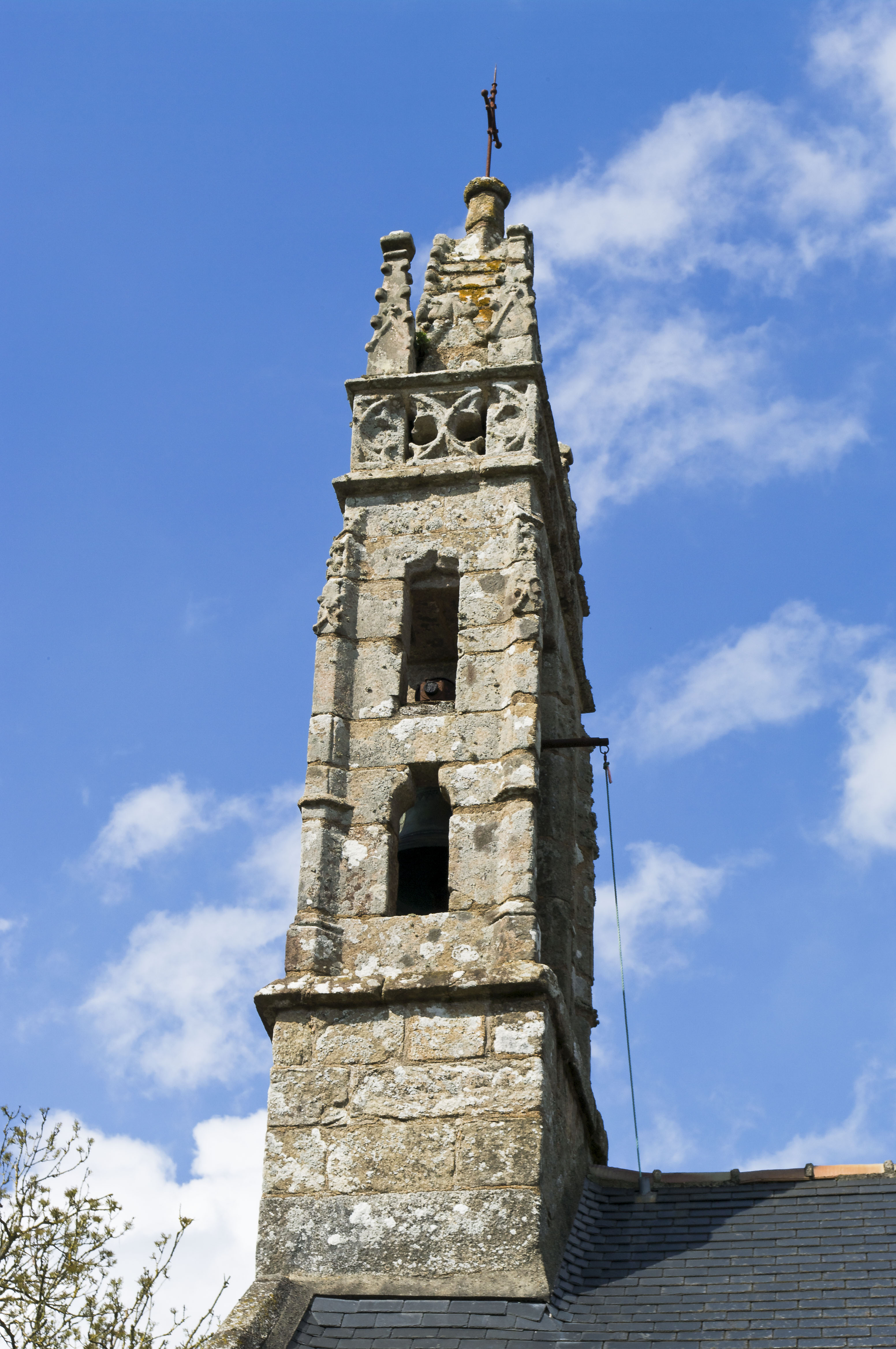
Le clocher
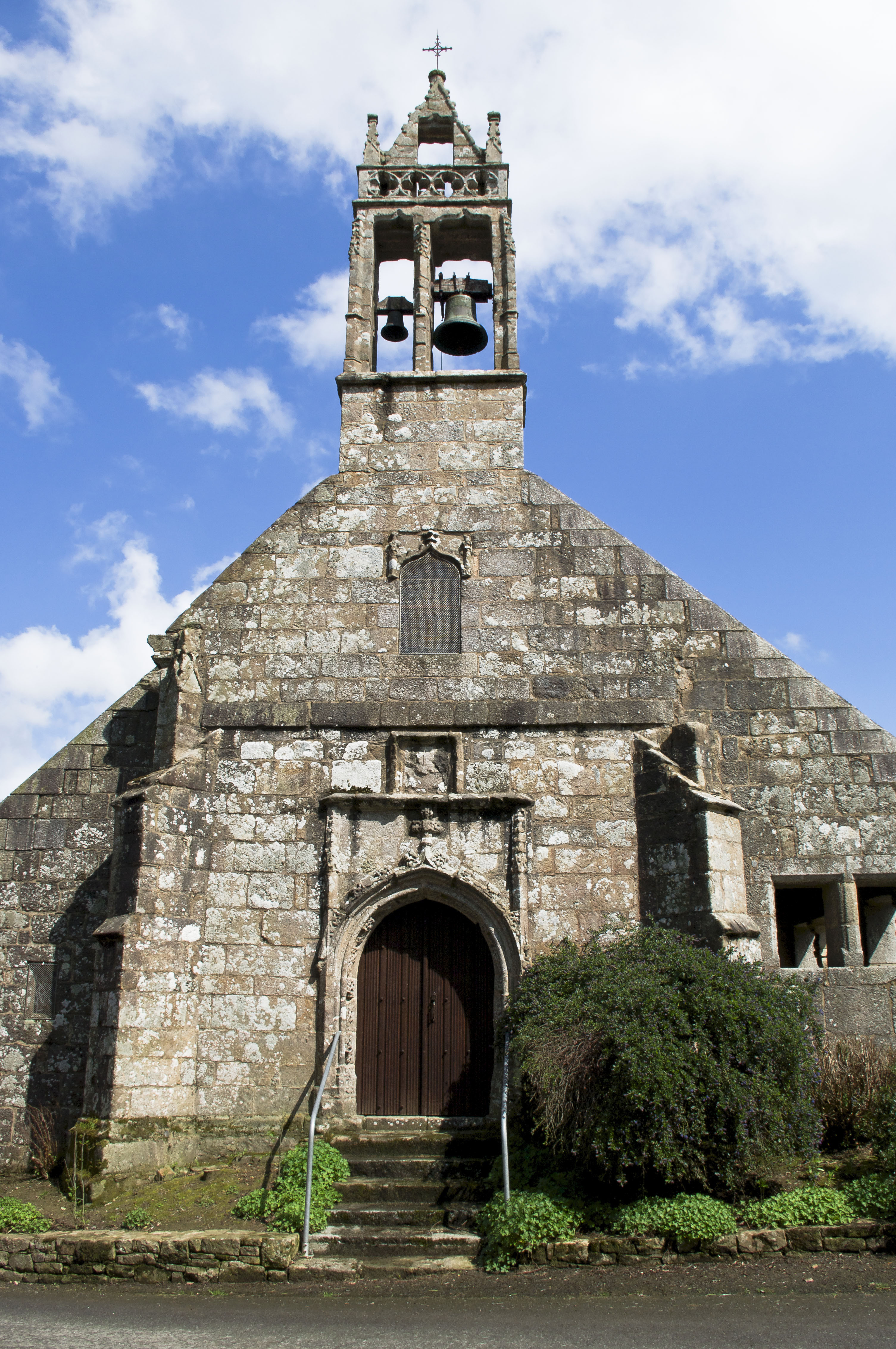
La façade
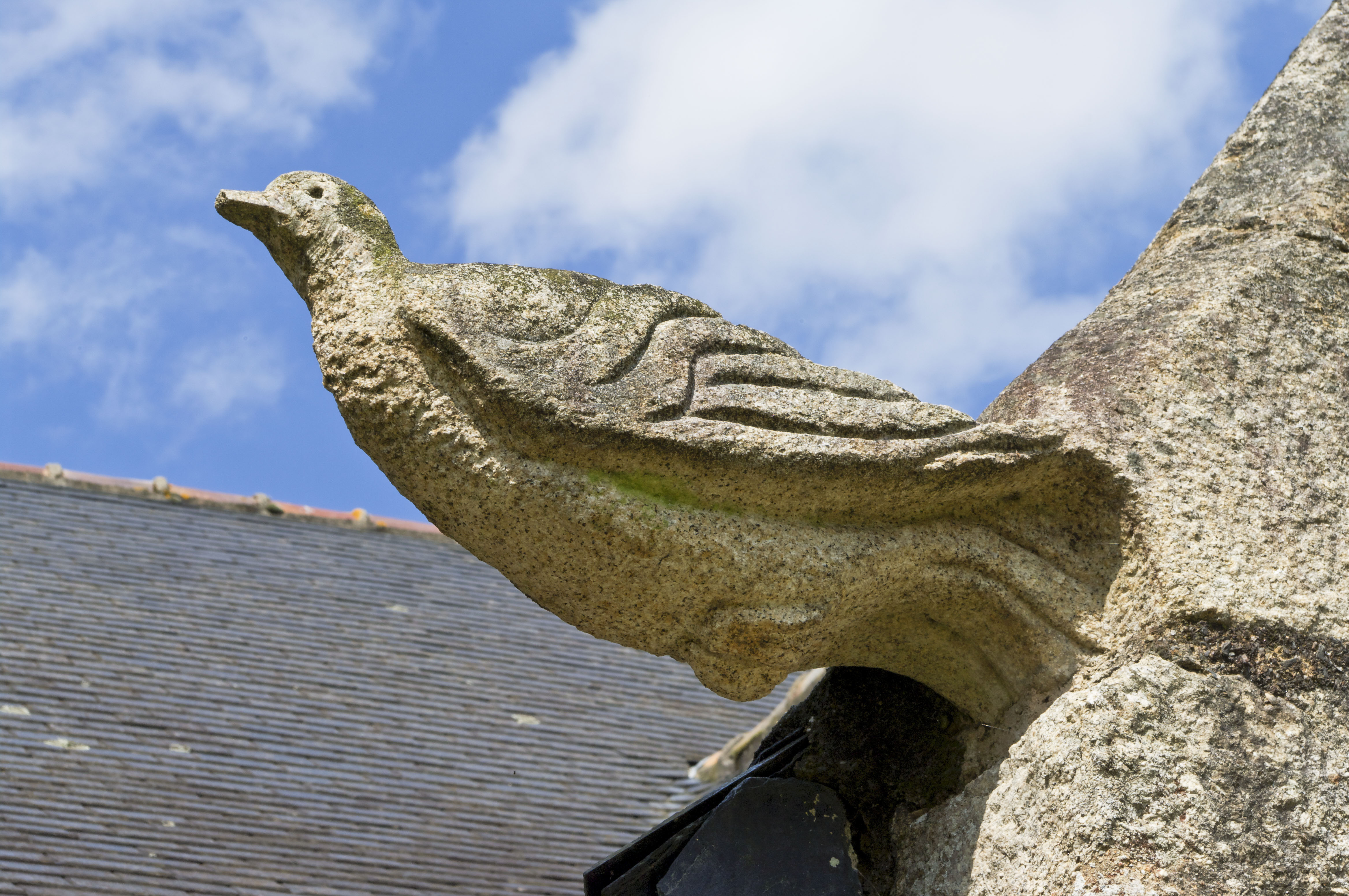
Sculpture présente au-dessus de la porte d'entrée latérale
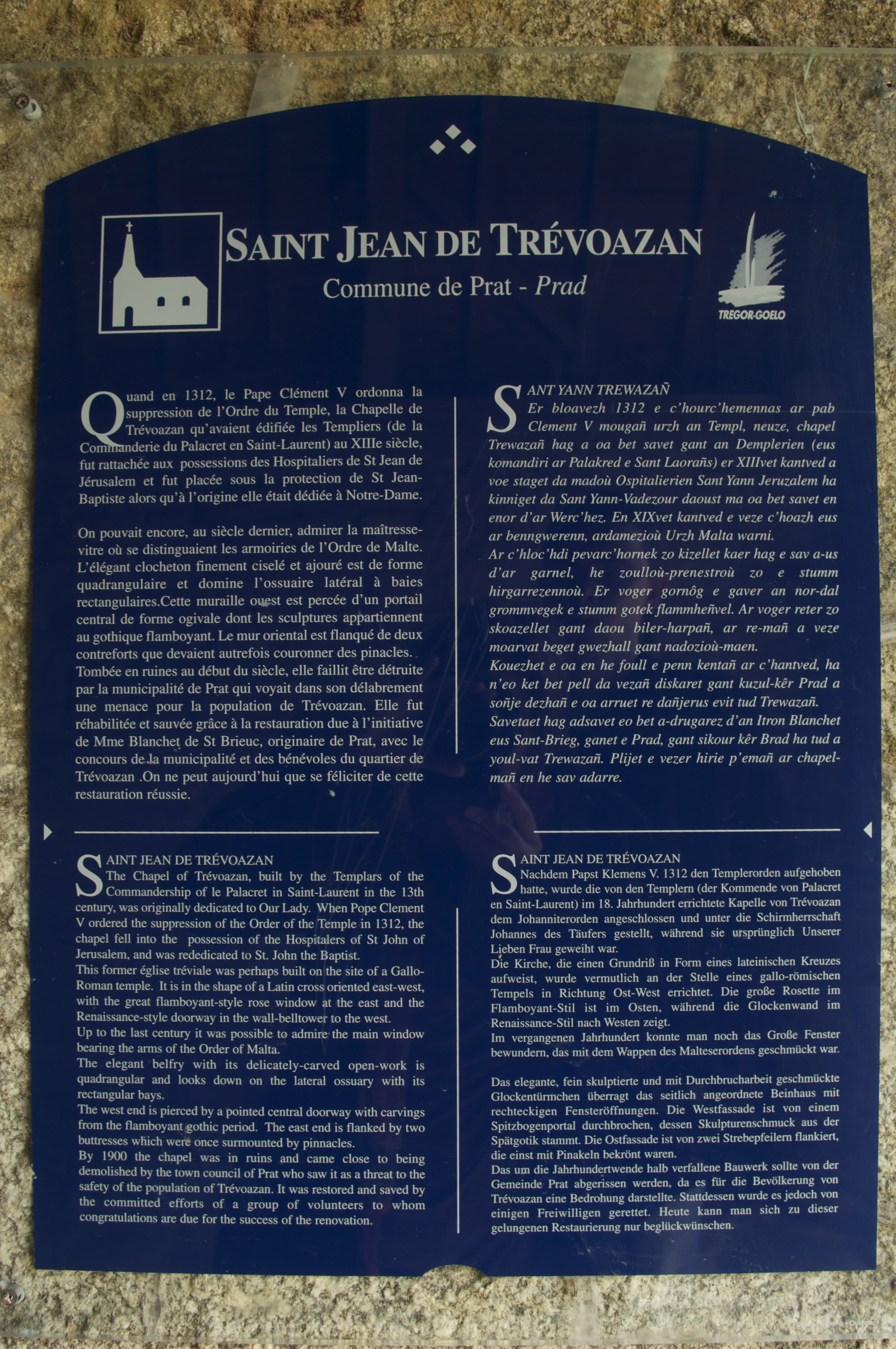
Écriteau présent à l'entrée de l'église